# Brachium
Brachium (Sigma Librae, σ Librae, σ Lib) je vlastní jméno proměnné hvězdy ve zvířetníkovém souhvězdí Vah. Zdánlivá vizuální hvězdná velikost kolísá v rozmezí od 3,20m do 3,46m, takže je viditelná pouhým okem. Na základě měření paralaxy se tato hvězda nachází ve vzdálenosti zhruba 260 světelných let od Slunce.
σ Librae je Bayerovo označení hvězdy. Hvězda původně nesla označení γ Scorpii a své současné označení získala až po schválení nového označení Mezinárodní astronomickou unií (IAU) v červenci 1930. V roce 2017 schválila Pracovní skupina pro jména hvězd (WGSN) jméno Brachium jako název hvězdy a je zařazeno do Seznamu hvězdných jmen schválených IAU.

## Vlastnosti

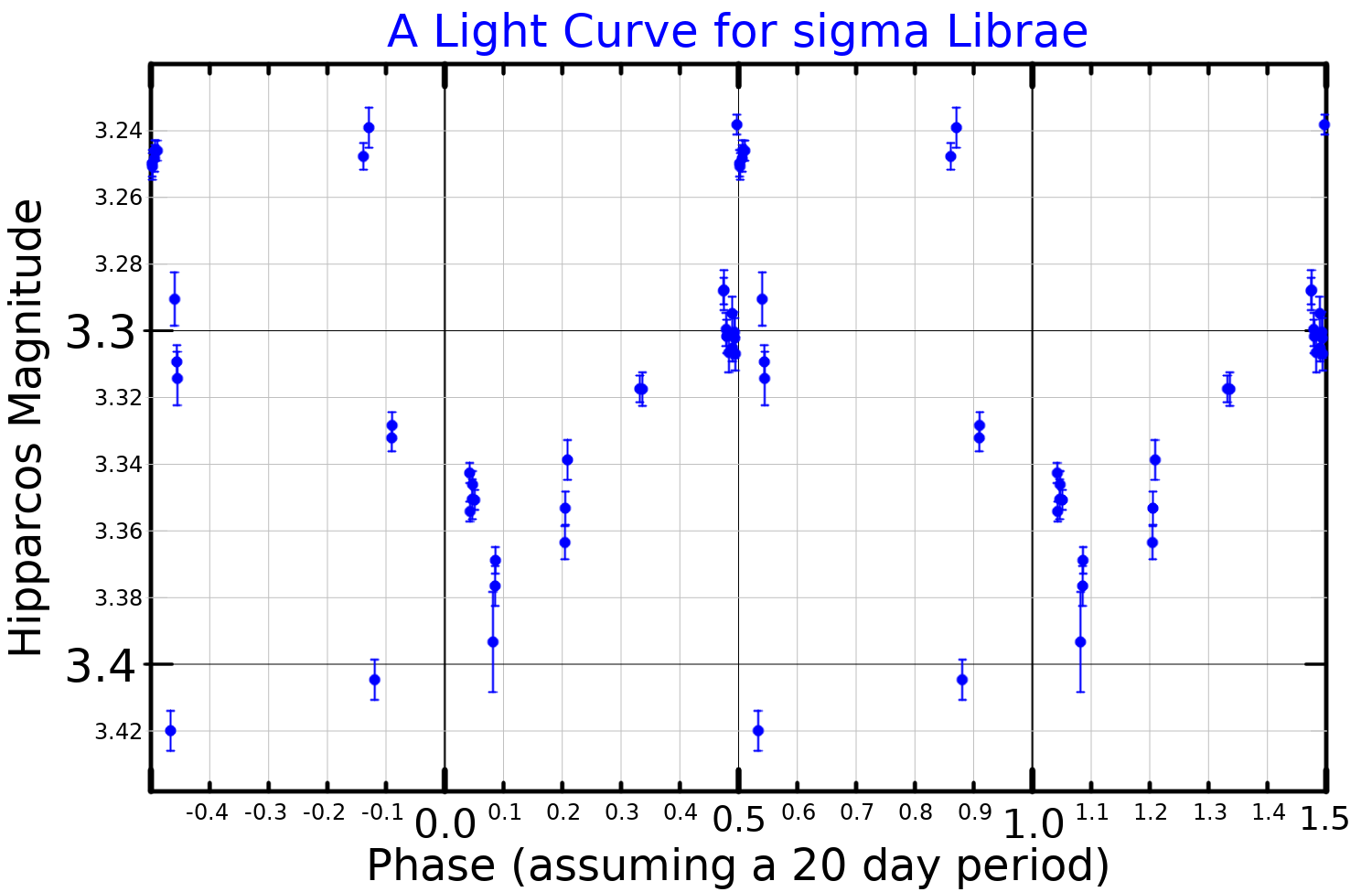
Světelná křivka pro σ Librae (z dat družice Hipparcos

Spektrum této hvězdy odpovídá spektrální třídě M2.5 III, což ji řadí do fáze vývoje červeného veleobra. Jedná se také o polopravidelnou proměnnou hvězdu s pulzační periodou 20 dní, která vykazuje malé amplitudové změny magnitudy 0,10-0,15 v časových škálách 15 až 20 minut, přičemž cykly se opakují v intervalu 2,5-3,0 hodiny. Tato forma proměnnosti naznačuje, že hvězda se nachází na asymptotické větvi obra a generuje energii jadernou fúzí vodíku a helia v soustředných slupkách obklopujících centrální jádro z uhlíku a kyslíku.
σ Librae má zřejmě průvodce, σ Librae B, hvězdu 16. velikosti, vzdálenou 102,8". Má podobné vlastní pohyby jako primární hvězda, a proto může tvořit dvojhvězdný systém, což však nebylo zcela potvrzeno. Pokud se jedná o binární systém, fyzická vzdálenost složek by byla nejméně 102 800 AU. σ Lib B má přibližně 20 % hmotnosti Slunce.